# Rendeux
Rendeux là một đô thị của Bỉ. Đô thị này nằm ở tỉnh Luxembourg, vùng Wallonie.
Ngày 1 tháng 1 năm 2007, đô thị này có diện tích 68,83 km², có dân số 2.274 dân với mật độ dân số 33 người trên mỗi km².
Rendeux nằm ở thung lũng sông Ourthe trong khu vực có cảnh đẹp thiên nhiên và các làng Trung cổ La Roche và Durbuy.

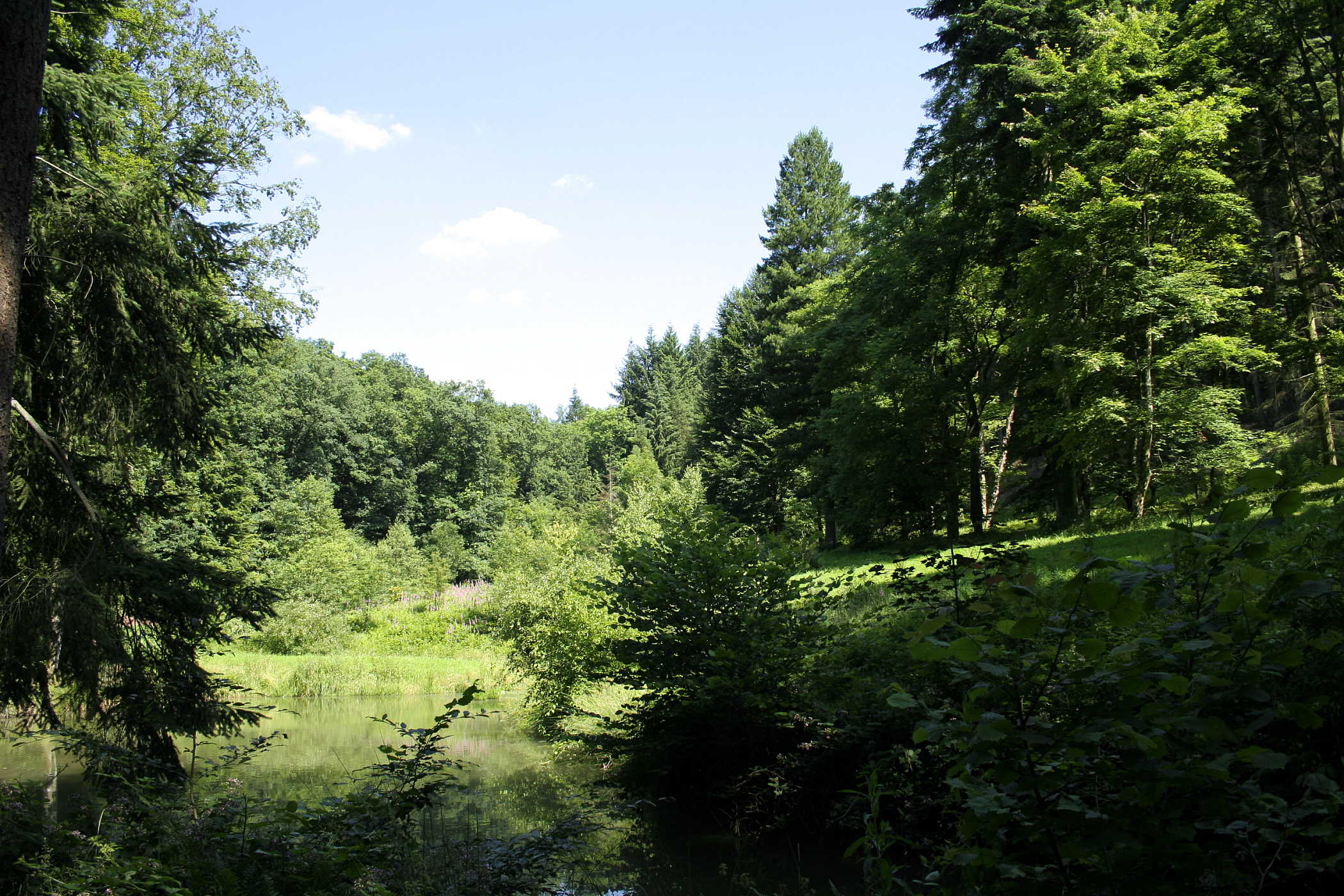
Cảnh ở Robert Lenoir Arboretum.